# 성형작약탄

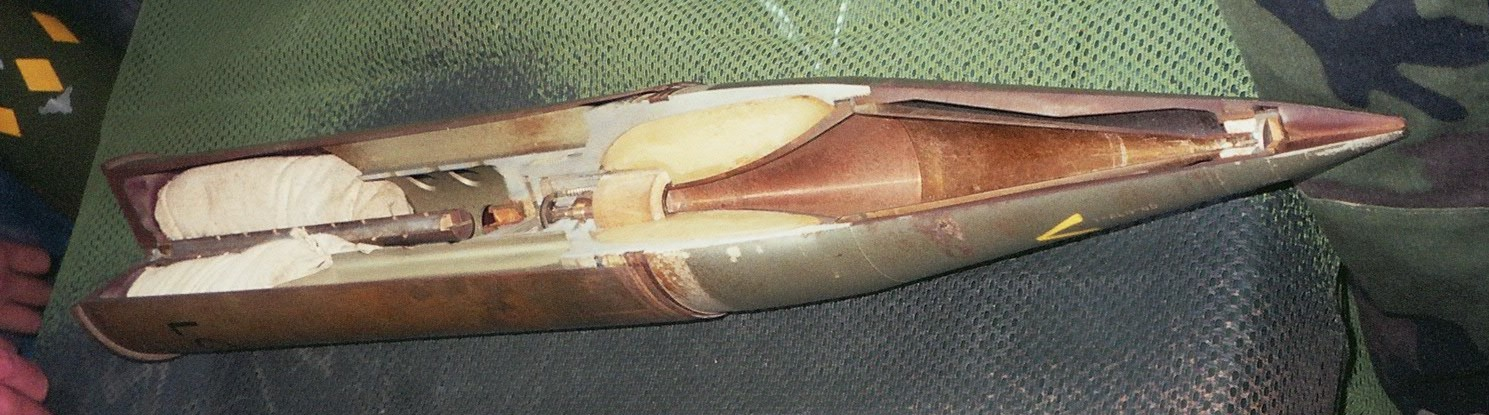

성형작약, 혹은 성형작약탄(shaped charge)이란 특정 지점에 폭발물의 에너지를 집중적으로 투사하기 위하여 성형(成形) 된 작약(炸藥) 을 의미한다. 성형작약탄은 다양한 형태와 크기의 금속 외피를 이용해서 만들어지는데, 핵탄두를 점화하기 위해서나 혹은 장갑을 관통하기 위해서, 혹은 유전을 개발하기 위해서 사용된다. 일반적인 현대의 성형작약탄은 작약의 직경보다 7배 더 두꺼운 강철 장갑을 관통할 수 있다. 이러한 관통력을 표현하기 위한 단위는 CD(charge diameters) 라고 불린다. 어떤 성형작약탄의 경우에는 10 CD 이상의 관통력을 보여주기도 한다. 대중들이 잘못 알고 있는 것과는 다르게, 성형작약탄은 가열이나 용융에 의하여 효력을 발휘하는 것이 아니다. 흔히들 잘못 알고 있는 것으로써 "성형작약탄에 적중될 경우 제트 기류가 발생하여 장갑을 관통하고 그 고온고열의 에너지로 피격체를 녹인다" 라고 생각하는 경우가 많은데 이는 사실이 아니며, 성형작약탄의 효과는 순수하게 운동에너지 측면에서만 작용한다.

## 먼로 효과
먼로 효과(Munroe effect) 혹은 노이만 효과(Neumann effect)는 작약의 폭발 에너지가 작약의 표면에 있는 구멍이나 잘린 단면에 의하여 집중되는 현상을 의미한다.

## 같이 보기
- HESH탄